# Visoko pri Poljanah
Visoko pri Poljanah este o localitate din comuna Škofja Loka, Slovenia, cu o populație de 26 de locuitori.